# Бушпор
Бушпор (фр. Boucheporn) насеље је и општина у североисточној Француској у региону Лорена, у департману Мозел која припада префектури Буле Мозел.
По подацима из 2011. године у општини је живело 558 становника, а густина насељености је износила 83,91 становника/km². Општина се простире на површини од 6,65 km². Налази се на средњој надморској висини од 425 метара (максималној 414 m, а минималној 232 m).

## Демографија
| 1962. | 1968. | 1975. | 1982. | 1990. | 1999. | 2011. |
| ----- | ----- | ----- | ----- | ----- | ----- | ----- |
| 431   | 442   | 453   | 524   | 627   | 554   | 558   |

График промене броја становника у току последњих година